# NGC 670
NGC 670 é uma galáxia lenticular (S0) localizada na direcção da constelação de Triangulum. Possui uma declinação de +27° 53' 10" e uma ascensão recta de 1 horas, 47 minutos e 24,9 segundos.
A galáxia NGC 670 foi descoberta em 26 de Outubro de 1786 por William Herschel.